# 슈퍼 마리오 64 DS
《슈퍼 마리오 64 DS》(Super Mario 64 DS, 일본어: スーパーマリオ64DS)는 1996년에 발매된 슈퍼 마리오 64이후 8년만에 닌텐도가 내놓은 리메이크작이다. 미국에서 최초로 발매됐고, 일본, 오스트레일리아, 유럽, 중국에서 차례로 발표되었으며 대한민국에서는 2007년 7월 26일에 발매되었다. 슈퍼 마리오 64에 없는 실버스타와 스위치스타가 생겼으며, 루이지, 와리오, 요시 그리고 각 캐릭터 구출코스가 생겼다. (슈퍼 마리오 64엔 플레이어가 마리오만 있다.) 슈퍼 마리오 64에 있던 '와하' 목소리와 성 지붕 위의 NPC(64판에선 요시), 메아리 음향, 날개스위치, 투명스위치, 메탈스위치 (& 모자)가 사라졌다.
이 게임은 미니게임이 포함되어 있으나, 대한민국 발매판에서는 (알 수 없는 이유로) 삭제됐다.

## 전개
스토리에서는 피치가 케이크를 만들어 놓고, 자신의 성에서 기다리겠다고 한다. 이에 마리오, 루이지, 와리오가 피치의 성으로 간다. 그런데, 아무리 시간이 지나도 3명이 돌아오지 않자, 김수한무가 요시를 깨워, 성문 열쇠를 얻어 들어가 3명을 구출해 달라고 한다. 토끼를 삼키면 열쇠를 주며 다시 입에서 나온다 열쇠를 얻으면, 피치의 성에 들어갈 수 있고, 이 피치의 성에서 대부분의 모험이 시작된다.

## 코스
코스 중은 메탈 모자 스위치와 투명 모자 스위치 코스가 사라지고 (메탈 모자 스위치는 와리오로, 투명 모자 스위치는 루이지로 대체), 코인 100개까지 합해 7개였던 파워스타를 8개로 올렸다. 처음에는 요시로 시작하고 마리오, 루이지, 와리오를 구출한다. 슈퍼마리오 64엔 성문이 처음부터 열렸는데, 여기선 처음은 성문이 닫혀있어 성 주위에서 성문 열쇠를 찾아야 한다. 성문 열쇠는 성 주변 화단에 있는 토끼가 가지고 있다. 토끼를 잡으면 열쇠를 준다. 그 열쇠로 성문을 열고 들어갈수 있다.

## 각 캐릭터의 특징
- 요시: 슈퍼마리오 64때와는 달리 초반에 어느 정도 활약을 하는 캐릭터, 무엇이든 먹을 수 있어 알로 만들어 공격할 수 있다. (알로 만들 수 없는 것도 있다. 예: 먹으면 입안에서 불꽃으로 바뀌는 헤이호 등.) 그리고 루이지보다 힘이 약하다. 또 버티기 점프로 체공시간이 길고, 파워플라워를 먹으면 불 뿜기를 할 수 있다. 다만 펀치를 못하고, 엉덩이 찍기 위력이 가장 약해, 블록을 깰 수 없다. 부끄부끄도 죽이지 못한다.

- 마리오: 능력이 균형이 잡혀있고, 벽을 차 올라갈 수 있다. 깃털을 얻으면 날개마리오가 되며, 파워플라워를 얻으면 슈퍼 마리오 월드에 등장한 풍선마리오가 된다.

- 루이지: 점프 능력이 가장 좋다. 하지만, 무거운 물체를 들어올릴 땐 고생한다. (힘이 모자 쓴 캐릭터 중에 가장 약함.) 파워플라워를 얻으면, 몸이 투명해져, 철망을 통과할 수 있다. 요시와 같이 잠시 공중에 떠있을 수 있고, 백 덤블링하면, 회전하며 천천히 착지할 수 있다. 수면 위를 달리면, 일정시간 물 위에 떠 있을 수 있다.

- 와리오: 자신의 파워를 100% 활용해 적을 무찔러 힘이 가장 강하나, 점프, 이동력이 가장 약하다. 검은 벽돌은 와리오만 부술 수 있고, 파워플라워를 얻으면 메탈와리오가 되어 모든 적을 튕겨내고 물 밑을 걸을 수 있다. 또 상대를 잡고 돌린 자이언트 스윙도 가능하다.

## 평가
| 평가 |          |
| --- | -------- |
| 통합 점수 통합사 점수 게임랭킹스 86% [ 1 ] 메타크리틱 85 / 100 [ 2 ] 평론 점수 평론사 점수 1UP.com B [ 3 ] 에지 8 / 10 [ 4 ] 유로게이머 9 / 10 [ 5 ] 게임 인포머 8.5 / 10 [ 6 ] 게임스파이 5 / 5 [ 7 ] |          |
| 통합 점수 |          |
| 통합사 | 점수     |
| 게임랭킹스 | 86%      |
| 메타크리틱 | 85 / 100 |
| 평론 점수 |          |
| 평론사 | 점수     |
| 1UP.com | B        |
| 에지 | 8 / 10   |
| 유로게이머 | 9 / 10   |
| 게임 인포머 | 8.5 / 10 |
| 게임스파이 | 5 / 5    |